# دیوید نایو
دیوید نایو (انگلیسی: David Neave؛ زادهٔ ۱۸۸۳) بازیکن فوتبال اهل پادشاهی متحد بریتانیای کبیر و ایرلند است.
از باشگاه‌هایی که در آن بازی کرده‌است می‌توان به باشگاه فوتبال آرسنال، باشگاه فوتبال مرثر تاون، و باشگاه فوتبال آرسنال اشاره کرد.